# Bolesław Thiem
Bolesław Thiem (ur. 29 czerwca 1919 w Lesznie, zm. 31 sierpnia 1965 tamże) – polski artysta malarz, twórca pejzaży, portretów, zajmował się także renowacją obiektów sakralnych.

## Życiorys
Był synem Jana Franciszka Thiem i Marianny zd. Nowak. W 1933 r. ukończył 7. klasową szkole powszechną a następnie 2. letnią Szkołę Dokształcająco-Zawodową w Lesznie. Jeszcze przed wojną interesował się malarstwem i próbował swoich sił w tej dziedzinie. W 1945 r. związał się ze środowiskiem leszczyńskich malarzy skupionych wokół Leona Rozpendowskiego.
W 1946 r. rozpoczął studia w Państwowej Wyższej Szkole Sztuk Plastycznych w Poznaniu  na Wydziale Malarstwa Sztalugowego i Konserwatorstwa a w 1948 r. przeniósł się na Wydział Malarstwa i Grafiki. Studia kończy w 1951 r.
W 1950 r. ożenił się z Danutą  Kramer urodzoną 7.05.1925 r. w Lesznie, córką Franciszka i Heleny zd. Wilczak.
Był członkiem Stowarzyszenia Plastyków Leszczyńskich od chwili jego powstania w 1946 r. i Związku Polskich Artystów Plastyków od 1952 r.
W latach 60. XX w. nauczyciel rysunku w Technikum Odzieżowym w Lesznie.
Zmarł 31 sierpnia 1965 r. Pochowany w Lesznie na cmentarzu przy ul. Kąkolewskiej.

## Działalność
Już we wrześniu 1945 r. brał udział w wystawie zorganizowanej przez Referat Kultury i Sztuki  Starostwa Powiatowego Leszczyńskiego, prezentując prace wykonane różnymi technikami (akwarele – "Wiejska zagroda", "Wieczór" i "Topole"; olej – "Kutry rybackie", "Żniwa" i 'Kwiaty"; rysunek węglem – "Na Motławie" i rysunek ołówkiem - "Pożar stogi pod "Linum".  
Na wystawie zorganizowanej w Kaliszu w dniach 23.06-15.07.1946 r., przez Towarzystwo Miłośników Kultury – sekcja plastyki w Lesznie, zaprezentował dwie akwarele (Jesień w parku i Pejzaż) oraz 5 obrazów olejnych (Wiejski staw, Drzewa nad stawem, Rozlewiska, Lasek na wzgórzu, Przed burzą).
W 1946 r. bierze także udział w „Wystawie jesiennej” zorganizowanej w dniach 29.10. – 10.11) w Lesznie na której prezentuje „Pożar lasów”, „Fragment jeziora boszkowskiego”, akwarele „Jesień w parku” i „Zachód słońca”.
Bierze również udział w wystawie zorganizowanej z okazji 400-lecia Leszna (24.08 –  14.09.1947 r.), zorganizowanej przez Stowarzyszenie Plastyków Leszczyńskich w Lesznie.
Na wystawie tej prezentuje 6 obrazów olejnych ("Topole", "Pole strzyżewickie", "Stare Leszno I", "Stare Leszno II", "Nad jeziorem boszkowskim" i "O wschodzie słońca") oraz rysunek w ołówku – "Wiejski pejzaż".
W Muzeum Okręgowym w Lesznie znajdują się jego cztery prace: pejzaż – "Stare Leszno" – olej na płótnie z 1964 r, "Pejzaż z Leszna" – olej na płótnie z 1964 r., martwa natura – "Kwiaty w wazonie" – olej na sklejce 1962 r. oraz ”Las” – rysunek tuszem.